# رابرت راسن
رابرت راسن (انگلیسی: Robert Rossen; ۱۶ مارس ۱۹۰۸ – ۱۸ فوریهٔ ۱۹۶۶) یک فیلم‌نامه‌نویس، تهیه‌کننده، و کارگردان اهل ایالات متحده آمریکا بود.
وی بین سال‌های ۱۹۳۲ تا ۱۹۶۳ میلادی فعالیت می‌کرد.

## جوایز
- برنده بهترین کارگردانی گلدن گلوب برای فیلم تمام مردان شاه در سال ۱۹۴۹

## بخشی از فیلمشناسی
- جسم و روح (۱۹۴۷)
- تمام مردان شاه (۱۹۴۹)
- اسکندر کبیر (۱۹۵۶)
- بیلیاردباز (۱۹۶۱)
- لیلیت (۱۹۶۴)